# Logia Luz de Hiram n.º 35
La Logia Luz de Hiram es una organización masónica con sede en la ciudad de Mendoza, Argentina.

## Historia

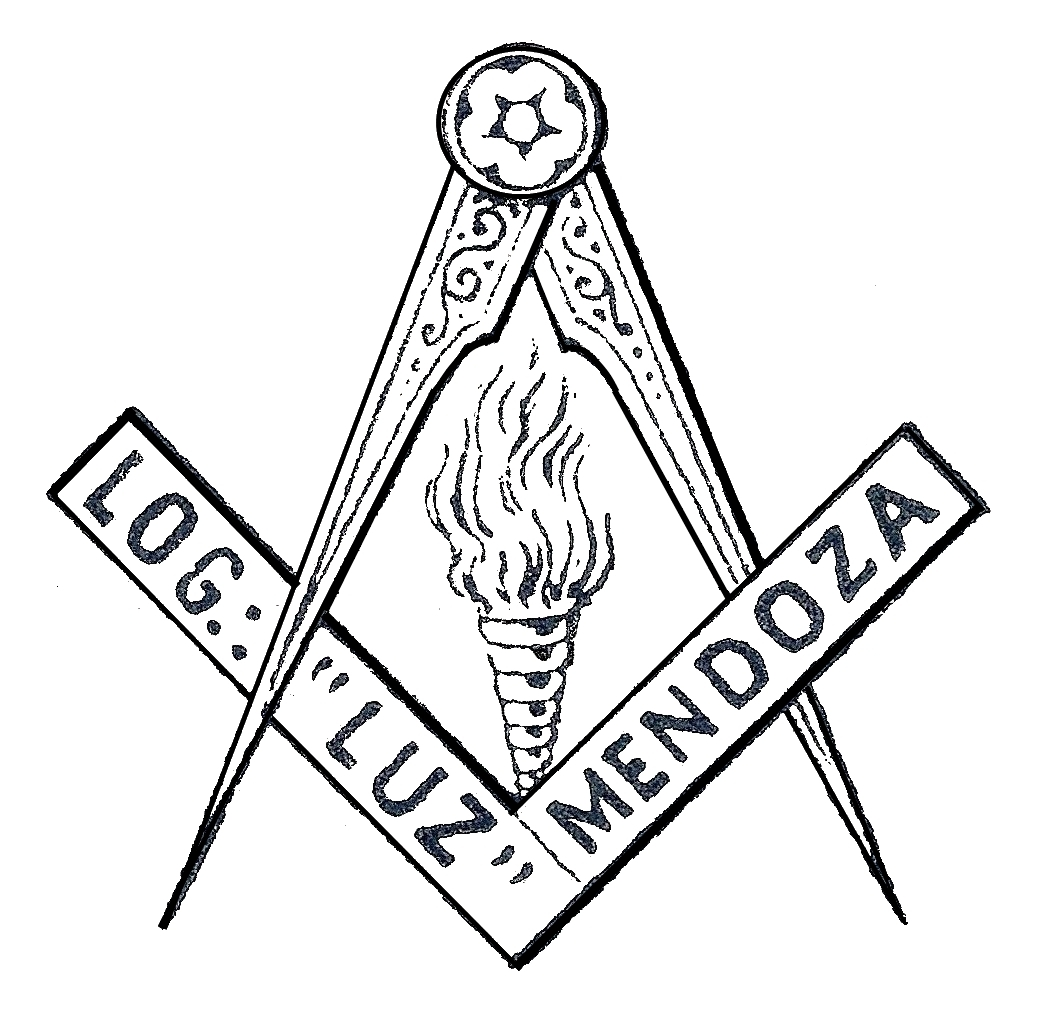
Escudo de la Logia Luz.

Escudo de la Logia Nueva Hiram.

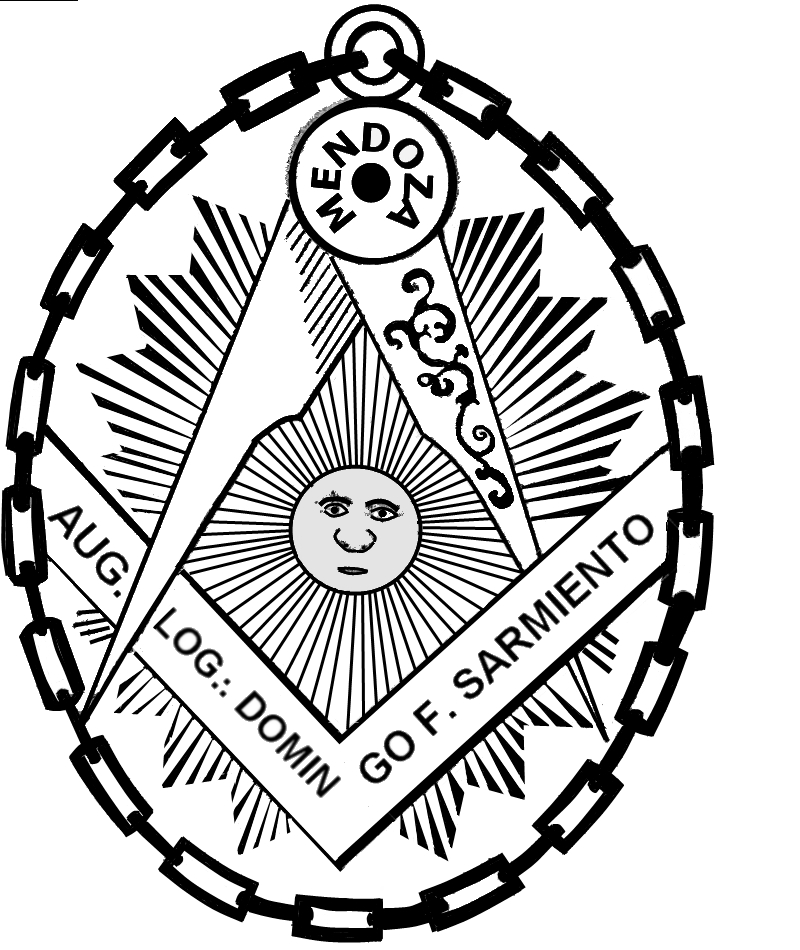
Escudo de la Logia Sarmiento.

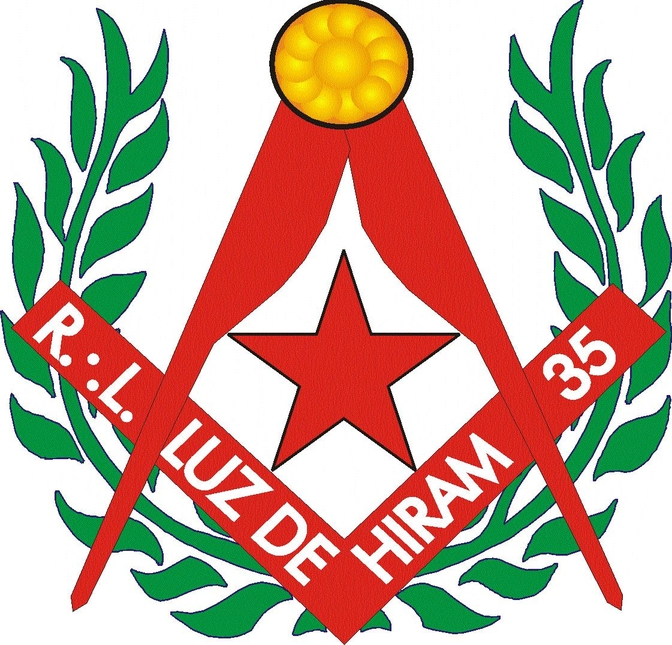
Escudo de la Logia Luz de Hiram.

La Logia reconoce sus orígenes en 1870 cuando se fundó la Logia Joven Mendoza n.º 35, de la Obediencia o Jurisdicción de la Gran Logia de Argentina. Hacia 1880 esta Logia ya no existía y el 7 de octubre de 1887 se la refundó bajo el nombre distintivo de Logia Luz, también bajo el número 35 del registro de logias de Argentina, de acuerdo a lo aportado a través de los documentos preservados en el Archivo de la Gran Logia de Argentina y del Archivo de la Logia Luz de Hiram.
Primer Cuadro Lógico de la Logia Luz n.º 35 (de 1887), según consta en los archivos de la Logia Luz de Hiram:
Venerable Maestro: Sebastián Samper, grado 18; Primer Vigilante: Demetrio Mayorga, grado 3; Segundo Vigilante: Carlos Junod, grado 3; Orador: Juan E. Boshardt, grado 3; Secretario: Daniel Herrera, grado 3; Tesorero: Santiago Frugoni, grado 3; Hospitalario: Domingo Villanueva, grado 3; Experto: José Soler, grado 3; Guarda Templo: Eduardo Zafonné, grado 3; Primer Diácono: Ángel Duchos, grado 18; Segundo Diácono: Ángel Bahamonde, grado 3.
Adquiere su actual nombre el 18 de julio de 1903 al fusionarse las Logias Luz y Nueva Hiram, la cual había sido fundada el 21 de septiembre de 1898. Su primer Venerable Maestro (Presidente de Logia), fue Humberto Palmucci, con el grado 15.
Primer Cuadro Lógico de la Logia Nueva Hiram (de 1898), según consta en los archivos de la Logia Luz de Hiram:
Venerable Maestro: Héctor Monneret de Villars, grado 15; Primer Vigilante: Carlos Rolff, grado 18; Segundo Vigilante: Eernio Falciani, grado 9; Orador: Enrique G. Varalla, grado 18; Secretario: Vicente Lombardozzi, grado 3; Hospitalario y Tesorero: Augusto Streich, grado 3.
En 1919 la Logia Domingo Faustino Sarmiento n.º 191 (que había sido fundada en abril de 1905, como logia irregular, y regularizada el 26 de diciembre de 1908) se fusiona a ésta, conservando el nombre y el número correspondiente, es decir, el 35. Dice el decreto correspondiente (n.º 2101):

Oriente de Bs. As., 3 de febrero de 1919, E:.V:.

Vistas las precedentes actuaciones donde queda plenamente establecida la resolución de las Respetables Logias “Domingo Faustino Sarmiento” y “Luz de Hiram” del Valle de Mendoza, de incorporarse a la Augusta y Respetable Logia “Luz de Hiram”, bajo el título distintivo de “Luz de Hiram”. Que queda manifestada la voluntad de los componentes de las referidas logias de formar una sola agrupación, dentro de la paz y armonía que debe reinar en los Talleres Masónicos, y demostrando así, sus sentimientos fraternales al reunirse con sus hermanos de otra Logia, con el sano propósito de consagrarse todos unidos a una labor fecunda y eficiente. Por estos fundamentos, el Poder Ejecutivo en acuerdo de consejeros,
Decreta:
Art. 1º_ Apruébase la incorporación hecha por la Augusta y Respetable Logia “Domingo Faustino Sarmiento” del Valle de Mendoza a la Respetable Logia “Luz de Hiram”.
Art. 2º_ Hágase las anotaciones en los libros de la Orden, comuníquese a quien corresponda, publíquese en el Boletín Oficial y dese al libro de leyes y decretos, etc.

Firmado: Francisco B. Serp [grado] 33, Gran Maestre; el Consejero del Interior Santiago R. Gallegos [grado] 33; el Consejero de RR. EE. Alejandro Mombello [grado] 3; el Consejero de Hacienda Felix L. Gómez [grado] 3; el Consejero de Beneficencia Pablo P. Reissig [grado] 3.

La Logia Luz de Hiram, en 1927, se separó de la Jurisdicción de la Gran Logia de Argentina, y pasó a pertenecer a la Gran Logia Filial Hispano Argentina, del Gran Oriente Español, situación que duró hasta al año 1933, que vuelve a su antigua filiación.
Es la Logia masónica más antigua aún en funcionamiento en el oeste argentino y de la provincia de Mendoza.

## Miembros
Algunos miembros destacados de la logia son:
- Cicerón Ernesto Aguirre, jurista.
- Julio Leónidas Aguirre, educador.
- Jacinto Anzorena, ingeniero y político.
- Pedro Anzorena, abogado y político.
- Honorio Barraquero, empresario y político.
- Tiburcio Benegas, empresario, diplomático y político.
- Francisco Cabrera, terrateniente.
- Nicolás Cabrera Acevedo, abogado y hacendado.
- Ricardo Díaz Cabrera.
- Beltrán Dupuy.
- Rafael Guevara Pleitel, político.
- Justo Sanjurjo López de Gomara, escritor y periodista.
- Emilio Martínez Rosas.
- Héctor Monneret de Villars.
- Enrique Epaminondas Pescarmona, empresario.
- Julio César Raffo de la Reta, historiador y político.